# K.G. 가라데 걸
K.G. 가라데 걸(KG カラテガール, K.G. karate girl)은 일본에서 제작된 기무라 요시카츠 감독의 2011년 액션 영화이다. 타케다 리나 등이 주연으로 출연하였다.

## 출연

### 주연
- 타케다 리나

### 조연
- 나카 타츠야
- 이리야마 노리코
- 요코야마 카즈토시
- 타키자와 사오리